# Babinë
Babinë – wieś położona w północnej części Albanii w gminie Tropojë. Wieś znajduje się 115 kilometrów od stolicy państwa, Tirany.

## Demografia
Według spisu ludności z 1989 roku we wsi Babinë mieszkało 308 mieszkańców.